# Fly Ladybird fly
『Fly Ladybird fly』는 이이즈카 마유미의 1번째 미니 음반。1998년 12월 11일、파이오니아LDC에서 발매.

## 해설
- 이이즈카 마유미의 첫 미니앨범. 발매일이 크리스마스 2주 전으로, 수록곡으로 겨울 같은 이미지의 코러스곡「Welcome to the Strawberry Candle」나「X'mas time Hold me tight」가 있는 등, 크리스마스를 테마로 한 작품으로 불린다.
- 이 미니앨범과 타이틀곡의 제목「Ladybird」는 무당벌레로, 소책자 등에 그려져 있다.
- 「만약에…」는 TV도쿄 계열 애니메이션「시공탐정 겐시군(사차원탐정 똘비)」의 엔딩테마로서도 사용되었다. 한국판에서도 이를 번안해서 사용했다.
- 특수패키지 사양으로. 엽서가 봉입되어 있다.
- 코러스는 모두 이이즈카 마유미가 참가. 스기나미 아동합창단 등 다른 사람과 함께 코러스에 참가하는 작품도 있다.

## 수록곡
（　）안은 차례대로 작사、작곡、편곡。이탤릭체는 코러스곡.
1. Welcome to the Strawberry Candle
2. 만약에……/もしも……（무로우 아유미、하세가와 토모키、하세가와 토모키）
3. 바람의 Kiss/風のKiss（소라、소라、하세가와 토모키）
4. 구피[1]/グッピー（하세가와 토모키、하세가와 토모키、하세가와 토모키）
5. Ladybird（하세가와 토모키、하세가와 토모키、하세가와 토모키）
6. X'mas time Hold me tight（하세가와 토모키、하세가와 토모키、하세가와 토모키）